# The Kingsmen

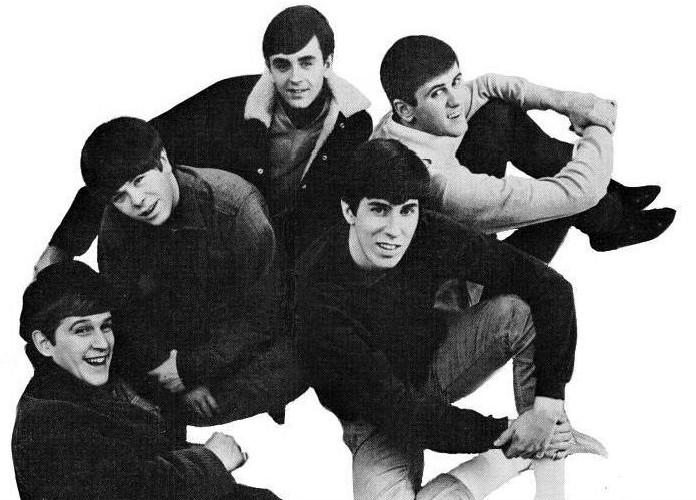
The Kingsmen (1966)

The Kingsmen war eine US-amerikanische Rock-Band.

## Geschichte
Die Gruppe wurde 1959 von Jack Ely (1943–2015) als Schülerband gegründet und spielte bis 1963 hauptsächlich bei Tanzveranstaltungen, Modenschauen und Ausstellungen. Im Laufe der Jahre entwickelten die Kingsmen eine für die damalige Zeit harte und bluesige Rockmusik.
Ende 1962 wurden sie die Hausband von The Chase, der berühmtesten Teenager-Kneipe von Portland, Oregon. Eines Abends nahm der Geschäftsführer der Kneipe einen Auftritt des Quintetts auf Band auf und verkaufte diesen Mitschnitt an ein Tonträgerunternehmen. Das veröffentlichte daraus Louie Louie als Single. Der Song entwickelte sich zum Hit und Millionenseller.

## Mitglieder
- Lynn Easton (Gesang, Saxofon)
- Gary Abott (Schlagzeug)
- Don Gallucci (Orgel)
- Mike Mitchell (Gitarre)
- Norman Sundholm (Gitarre, Bass)

## Diskografie

### Alben
| Jahr | Titel                   | Höchstplatzierung, Gesamtwochen, AuszeichnungChartsChartplatzierungen (Jahr, Titel, Platzierungen, Wochen, Auszeichnungen, Anmerkungen) | Anmerkungen                             |
| Jahr | Titel                   | US | Anmerkungen                             |
| ---- | ----------------------- | --- | --------------------------------------- |
| 1963 | The Kingsmen In Person  | US20 (131 Wo.)US | Erstveröffentlichung: 28. Dezember 1963 |
| 1964 | The Kingsmen, Volume II | US15 (37 Wo.)US |                                         |
| 1965 | The Kingsmen, Volume 3  | US22 (18 Wo.)US |                                         |
| 1966 | The Kingsmen on Campus  | US68 (17 Wo.)US |                                         |
| 1966 | 15 Great Hits           | US87 (8 Wo.)US |                                         |

### Singles
| Jahr | Titel Album                                  | Höchstplatzierung, Gesamtwochen, AuszeichnungChartplatzierungen (Jahr, Titel, Album, Platzierungen, Wochen, Auszeichnungen, Anmerkungen) | Höchstplatzierung, Gesamtwochen, AuszeichnungChartplatzierungen (Jahr, Titel, Album, Platzierungen, Wochen, Auszeichnungen, Anmerkungen) | Anmerkungen                          |
| Jahr | Titel Album                                  | UK | US | Anmerkungen                          |
| ---- | -------------------------------------------- | --- | --- | ------------------------------------ |
| 1958 | Week End –                                   | — | US84 (3 Wo.)US |                                      |
| 1963 | Louie, Louie The Kingsmen In Person          | UK26 Silber · (7 Wo.)UK | US2 (18 Wo.)US | Erstveröffentlichung: Mai 1963       |
| 1964 | Money The Kingsmen In Person                 | — | US16 (11 Wo.)US | Erstveröffentlichung: März 1964      |
| 1964 | Little Latin Lupe Lu The Kingsmen, Volume II | — | US46 (9 Wo.)US | Erstveröffentlichung: Juli 1964      |
| 1964 | Death of an Angel The Kingsmen, Volume II    | — | US42 (9 Wo.)US | Erstveröffentlichung: September 1964 |
| 1964 | The Jolly Green Giant The Kingsmen, Volume 3 | — | US4 (12 Wo.)US | Erstveröffentlichung: Dezember 1964  |
| 1965 | The Climb The Kingsmen on Campus             | — | US65 (6 Wo.)US | Erstveröffentlichung: April 1965     |
| 1965 | Annie Fanny The Kingsmen on Campus           | — | US47 (8 Wo.)US | Erstveröffentlichung: Juli 1965      |
| 1966 | Killer Joe 15 Great Hits                     | — | US77 (4 Wo.)US | Erstveröffentlichung: März 1966      |